# Kristian Birkeland
Kristian Olaf Bernhard Birkeland (født 13. december 1867, død 14. juli 1917) var en norsk professor i fysik ved Universitetet i Oslo. Birkeland var både en aktiv og alsidig forsker med ca. 70 videnskabelige afhandlinger (de fleste på fransk), tre monografier og 59 patenter.
Birkeland studerede elektricitet og magnetisme. Han foretog et stort arbejde i forståelsen af nordlys. På et tidspunkt lykkedes det for ham, at simulere nordlysdannelse i sit laboratorium.
Birkeland tegnede og byggede prototypen til en elektrisk kanon, som skulle revolutionere krigsindustrien. Kanonen var kortsluttet under den første offentlige demonstration, men den enorme elektriske udladning som der efterfulgte, var en inspiration for Birkeland da han udviklede Birkeland-Eydes metode for fremstilling af nitrogendioxid sammen med ingeniøren Sam Eyde. Denne industriudvikling dannede grundlaget for Norsk Hydro. I 2004 oprettede Universitetet i Oslo, inspireret af Kristian Birkelands arbejde, Birkeland Innovasjon som skal hjælpe forskere med at patentere resultater af forskningen.
Birkeland boede de sidste år af sit liv i Egypten. Hans fætter Richard Birkeland var professor ved Norges Tekniske Høyskole (NTH) og Universitetet i Oslo.
Fra og med 1994 har Kristian Birkeland været afbilledet på den norske 200-kroneseddel.

## Biografier
- Lucy Jago: The Northern Lights, Hamish Hamilton 2001, senere udgivet i USA af Alfred A. Knopf, ISBN 0-375-40980-7